# Jeremi Mohyła

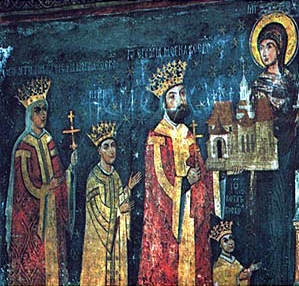
Jeremi Mohyła z rodziną, fresk z monastyru Sucevița

Jeremi Mohyła (rum. Ieremia Movilă; zm. 1606) – hospodar Mołdawii, w latach 1595–1600 i 1600–1606, z rodu Mohyłów.

## Biografia
Pochodził z rodziny bojarów mołdawskich. W 1591 uciekł z Mołdawii do Polski. Gościny udzielili mu wówczas Jan Szymon Olelkowicz i jego żona Zofia Mielecka w Uściu (ziemia halicka) lub  podczaszy wielki koronny Jan Ostroróg, mąż Katarzyny Mieleckiej, siostry Zofii.
W sierpniu 1595 został osadzony na tronie hospodarskim przez kanclerza Jana Zamoyskiego, który wykorzystał wojnę mołdawsko-turecką w celu podporządkowania Mołdawii Polsce (zob. bitwa pod Cecorą w 1595 r.). Jeremi, który został przez Zamoyskiego wykorzystany z uwagi na swoje bliskie związki z Polską (miał polskie szlachectwo) zobowiązał się wówczas do uległości wobec Polski, przewidując nawet możliwość wcielenia Mołdawii do Polski (Jeremi w tej sytuacji miał objąć urząd wojewody). Ponieważ jednak Zamoyski nie chciał wszczynać wojny z Turcją, Jeremi wystąpił o zatwierdzenie do Wysokiej Porty, a Turcja, zaangażowana w wojnę z Michałem Walecznym musiała go uznać za hospodara Mołdawii.
W 1599 Jeremi wraz z Zamoyskim i nowym księciem Siedmiogrodu Andrzejem Batorym opracował plan obalenia Michała Walecznego i objęcia tronu wołoskiego przez brata Jeremiego, Szymona, pod polskim protektoratem. Michał jednak zareagował bardzo szybko i jeszcze w tym samym 1599 zajął Siedmiogród, a rok później uderzył na Mołdawię, zdobywając większość ważnych twierdz (z wyjątkiem Chocimia) i ogłaszając się hospodarem mołdawskim.
Kilka miesięcy później doszło jednak do powstania przeciwko panowaniu Michała w Siedmiogrodzie, a w tym samym czasie na Mołdawię powrócił Jeremi Mohyła wraz z wojskami Jana Zamoyskiego. Polacy nie tylko odbili wówczas Mołdawię, ale także wkroczyli na Wołoszczyznę, gdzie osadzili Szymona Mohyłę na tronie hospodarskim, zgodnie z wcześniejszym planem.
Rządy Jeremiego w Mołdawii trwały jeszcze kilka lat, do jego śmierci w 1606. Był on wówczas faktyczną marionetką Zamoyskiego. Wspierał Szymona w jego staraniach o tron wołoski (po jego objęciu w 1600 został wkrótce usunięty i próbował nań powrócić), aby uczynić zadość interesom polskim w tym regionie. Został pochowany w monastyrze Sucevița, który ufundował wraz z bratem. Jego następcą został jego syn Konstantyn, który jednak bardzo szybko został usunięty z tronu przez Szymona.
Jeremi był blisko skoligacony z polskimi rodami magnackimi, jego zięciami byli m.in. Władysław Myszkowski, Michał Wiśniowiecki (ojciec Jeremiego Wiśniowieckiego), Samuel Korecki, Stefan Potocki, Mikołaj Firlej, Maksymilian Przerębski.